# Doutrina da descoberta
Doutrina da Descoberta é um princípio no direito internacional segundo o qual um país que descobre um território adquire imediatamente direitos sobre esse território. Este princípio surgiu durante a Época dos Descobrimentos e foi usado pelos países europeus para legitimar a colonização de territórios fora da Europa. A doutrina dava autorização aos países para reivindicar como Terra nullius qualquer território que fosse desabitado ou que não fosse habitado por cristãos. Em muitos casos, o território era já habitado por povos indígenas.
A doutrina da Descoberta tem origem numa série de bulas papais publicadas ao longo do século XVI, segundo as quais a Igreja dava às nações Cristãs o direito de controlar outros territórios, subjugar as pessoas que já aí vivessem e convertê-las ao Cristianismo. A mais influente destas bulas foi a Inter Caetera, publicada pelo papa Alexandre VI em 1493, na sequência da descoberta da América por Cristóvão Colombo e de uma disputa entre Portugal e Espanha sobre a descoberta de territórios não cristãos na América. A Doutrina da Descoberta foi repudiada pela Igreja em março de 2023.